# Paul Bouche
Paul Bouche (n. 13 de febrero de 1970, San Juan, Puerto Rico) es una personalidad de la televisión y de los medios de comunicación. comunicador, animador,  comediante y productor estadounidense, ganador del premio Emmy por su trabajo en la televisión.

## Biografía
Desde 1995, Bouche ha creado y producido diversos programas de televisión y radio en español e inglés. Conocido como el creador y conductor de programas como "A oscuras pero encendidos" (1995 - 2001), "Arriba Con Paul" (2001 - 2004), "La Boca Loca de Paul" (2007 - 2012) y Offside (2018). Paul ha trabajado como animador y comediante en televisión y radio, así como en espectáculos teatrales de Stand Up Comedy en los Estados Unidos y Latinoamérica. Paul ha sido un pionero de la producción independiente y la sindicación de contenidos en el mercado hispano de Estados Unidos y Latinoamérica, logrando transmitir "A Oscuras Pero Encendidos" y "La Boca Loca de Paul" en diversos mercados norteamericanos e internacionales.
Reconocido por su espontaneidad y humor afilado, ha entretenido al público hispano profesionalmente desde 1995. En el 2009 fue convocado por la Cadena TeleFutura de Univision para ayudar con el lanzamiento del programa "La Tijera" como copresentador.  En 2018 produjo el especial en el área de deportes y entretenimiento "OFFS!DE", el primer formato producido específicamente para la explotación simultánea en redes sociales y TV.
En el 2020, con motivo de la celebración de los 25 años de su empresa productora Astracanada Productions, Paul lanzó un nuevo canal en la plataforma Youtube. El proyecto preserva un legado de miles de horas de TV realizadas por Astracanada y además alcanza nuevas audiencias de habla hispana alrededor del mundo. En su primer año en el aire el canal logró exceder un millón de vistas teniendo como audiencia mayoritaria jóvenes de entre 18 y 34 años de edad.
Antes de fundar su empresa productora Astracanada Productions, Paul adquirió experiencia en los Estados Unidos en compañías como la NBC, la ABC y MTV.  Con Astracanada Productions, Paul ha creado, desarrollado y producido más de 6000 horas de entretenimiento en televisión y radio incluyendo programas en español e inglés para diferentes canales en Latinoamérica y Estados Unidos como Telemundo, Galavisión, América TV, Family Channel, USA Broadcasting, Caracol Televisión Casa Club TV, Mega TV y beIN Sports USA.
Gracias a sus éxitos y aportes al mundo del entretenimiento, Paul ha sido extensamente reconocido por la prensa y la crítica, habiéndosele otorgado, entre otros premios, las llaves de la ciudad de Miami en 1995 y el premio Emmy por su destacada labor televisiva en 1997.
Paul también se ha desempeñado en el mundo de la radio trabajando en diversas estaciones de Estados Unidos y Latinoamérica. En el año 2000 creó y lanzó el popular programa "Sobre ruedas" para WQBA 1140AM de Univisión Radio en la ciudad de Miami. En septiembre de 2001 se unió a Radio Única creando y conduciendo el programa mañanero "Arriba con Paul", alcanzando al 80% de la audiencia nacional hispana de los Estados Unidos.
Desde el año 1993, Paul Bouche realiza conferencias y talleres regularmente en diferentes universidades de Latinoamérica y Estados Unidos en materias referentes a producción, actuación y negocios en televisión.